# Manuel Vieira Pinto
Manuel Vieira Pinto (ur. 8 grudnia 1923 w São Pedro de Aboim, zm. 30 kwietnia 2020 w Porto) – portugalski duchowny rzymskokatolicki posługujący w Mozambiku, w latach 1967-1984 biskup i 1984-2000 arcybiskup Nampula.

## Życiorys
Święcenia kapłańskie przyjął 7 sierpnia 1949. 21 kwietnia 1967 został prekonizowany biskupem Nampula. Sakrę biskupią otrzymał 29 czerwca 1967. 4 czerwca 1984 wraz ze zmianą statusu diecezji został podniesiony do godności arcybiskupa. 12 grudnia 1992 został mianowany administratorem apostolskim diecezji Pemba, pozostał nim do 18 stycznia 1998. 16 listopada 2000 przeszedł na emeryturę.